# Acanthopagrus
Acanthopagrus is een geslacht van straalvinnige vissen uit de familie van zeebrasems (Sparidae). Het geslacht is voor het eerst wetenschappelijk beschreven in 1855 door Peters.

## Soorten
- Acanthopagrus akazakii (Iwatsuki, Kimura & Yoshino, 2006)
- Acanthopagrus arabicus (Iwatsuki, 2013)
- Acanthopagrus australis (Günther, 1859)
- Acanthopagrus berda (Forsskål, 1775)
- Acanthopagrus bifasciatus (Forsskål, 1775)
- Acanthopagrus butcheri (Munro, 1949)
- Acanthopagrus catenula (Lacepède, 1801)
- Acanthopagrus chinshira (Kume & Yoshino, 2008)
- Acanthopagrus datnia (Hamilton, 1822)
- Acanthopagrus latus (Houttuyn, 1782)
- Acanthopagrus morrisoni (Iwatsuki, 2013)
- Acanthopagrus omanensis (Iwatsuki & Heemstra, 2010)
- Acanthopagrus pacificus (Iwatsuki, Kume & Yoshino, 2010)
- Acanthopagrus palmaris (Whitley, 1935)
- Acanthopagrus randalli (Iwatsuki & Carpenter, 2009)
- Acanthopagrus schlegelii schlegelii (Bleeker, 1854)
- Acanthopagrus sheim (Iwatsuki, 2013)
- Acanthopagrus sivicolus (Akazaki, 1962)
- Acanthopagrus taiwanensis (Iwatsuki & Carpenter, 2006)
- Acanthopagrus vagus (Peters, 1852)

### Synoniemen
- Acanthopagrus calamara (Valenciennes, 1830) => Acanthopagrus berda (Forsskål, 1775)
- Acanthopagrus cuvieri (Day, 1875) => Sparidentex hasta (Valenciennes, 1830)
- Acanthopagrus datnia (Hamilton, 1822) => Acanthopagrus longispinnis (Valenciennes, 1830)